# El show de los sueños (Perú)
La versión peruana de El show de los sueños estrenó su primera temporada el 23 de mayo de 2009, bajo la conducción de Gisela Valcárcel. El programa se emitió en el horario de las 10 p. m. (-5 GMT) los sábados por América Televisión. La transmisión fue en vivo y en directo desde el estudio 50 Aniversario de América Producciones, ubicado en la urbanización Santa Beatriz, en Lima.

## Concepto
Se trata de una competencia entre equipos, cada uno integrado por dos concursantes o "soñadores" junto a un famoso o "héroe", los cuales participarán en un certamen de baile y canto con el propósito de alcanzar un sueño o causa conjunto de índole personal o humanitaria.
A diferencia del formato original, la versión peruana tuvo algunos cambios en sus temporadas, desde el número de participantes hasta un grupo llamado "Los retadores", cosa que no se vio en su país de origen, México. 
En la primera temporada, llamada "Sangre de mi sangre", los soñadores fueron obligatoriamente parientes y junto con los famosos (héroes) formaron 13 equipos. La primera gala arrancó con un grupo inicial de 7 equipos. En espera quedaron 6 equipos de retadores, que fueron ingresando luego de cada eliminación de los equipos en competencia. Cada equipo retador entró a competir de igual a igual con el resto de los equipos que aún estaban en carrera. Esto se mantuvo hasta la sétima gala, cuando ingresó al torneo el decimotercer y último equipo. A partir de allí fueron disminuyendo los equipos semana a semana, hasta que en la gala final quedaron tres equipos, un finalista directo y dos sentenciados que se disputaron un cupo en la gran final.
En la segunda temporada, llamada "Amigos del alma", los soñadores fueron amigos que al menos se conozcan 5 años antes y junto con los famosos (héroes) formaron 12 equipos. A diferencia de "Sangre de mi sangre", ya no hubo equipos 'retadores'; compitiendo todos los equipos a la vez desde la primera gala. También se incluyó la esfera con el logo de "El show de los sueños", que no permitía la eliminación, salvando a los equipos sentenciados y poder seguir en competencia.
En la tercera y última temporada, llamada "Reyes del show", los tres primeros puestos de cada temporada, el mejor cuarto puesto de las 2 temporadas y un equipo que el jurado escogió entre todos los eliminados anteriormente, compitieron por un premio de S/. 200,000.00 (doscientos mil nuevos soles).

## Contexto del programa
Las tres temporadas del reality Bailando por un Sueño, versión peruana del programa mexicano del mismo nombre, estuvieron entre los programas nocturnos más vistos durante 2008 por el público peruano.
Hasta antes de ser realizado por la recién fundada compañía productora GV Producciones S.A.C., Bailando por un Sueño había sido una franquicia televisiva de talla internacional que no despertó mayor interés en los canales de televisión peruanos, que rechazaron su compra cuando la empresa mexicana Televisa les hiciera el ofrecimiento. Entre los canales que rechazaron la compra del reality se encontraban Latina Televisión, América Televisión, Panamericana Televisión y ATV.
Después del éxito de Gisela Valcárcel frente a este programa en Panamericana Televisión, diversos canales mostraron interés por el género de los realitys musicales. El asunto llegó a consolidarse definitivamente cuando en noviembre de 2008, Eric Jurgensen, gerente general de América Televisión presentó la programación de esa empresa para el 2009, anunciando la realización de El Show de los Sueños, para lo cual le compró a Televisa todos los derechos de la franquicia, incluyendo programas derivados, a pesar de mantener el contrato de Gisela en Panamericana. El productor Ricky Rodríguez manifestó que lo hecho por América Televisión no le incomodaba y que más adelante vería con Gisela la posibilidad de adquirir otro formato televisivo.
Luego de finalizado la edición especial del reality Bailando por un Sueño: Reyes de la Pista, Gisela se fue de vacaciones y en febrero de 2009 viajó a Las Vegas para ir a la feria de televisión NATPE 2009, con el propósito de adquirir un nuevo formato televisivo que hubiera sido producido para Panamericana. En esa ocasión se encontró con el Sr. Jurgensen, gerente de América Televisión, que le replanteó la propuesta de conducir y producir El Show de los Sueños. Gisela regresó a Lima y deshizo un acuerdo verbal que tenía con Genaro Delgado Parker para reaparecer por Panamericana Televisión. La noticia se intentó mantener en estricto secreto, aunque empezaron a surgir especulaciones. Los rumores se disiparon la mañana del lunes 23 de marzo de 2009, cuando el Sr. Eric Jurgensen anunció en una transmisión en vivo, durante la secuencia de espectáculos del noticiero matinal Primera edición, que Gisela Valcárcel y el equipo de GV Producciones S.A.C. realizarían conjuntamente con América Televisión el programa El Show de los Sueños durante el año 2009. La conductora regresaría así a esta empresa 12 años después de haber realizado allí dos temporadas del recordado programa Gisela en América en los períodos 1993-1994 y 1996-1997.
En abril de 2009 se realizó una convocatoria nacional.

## Temporadas
| Temporada | Temporada | Concursantes | Episodios | Episodios | Emisión original        | Emisión original        | Primer puesto                       | Segundo puesto                             | Tercer puesto                          |
| Temporada | Temporada | Concursantes | Episodios | Episodios | Primera emisión         | Última emisión          | Primer puesto                       | Segundo puesto                             | Tercer puesto                          |
| --------- | --------- | ------------ | --------- | --------- | ----------------------- | ----------------------- | ----------------------------------- | ------------------------------------------ | -------------------------------------- |
|           | 1         | 13           | 12        | 12        | 23 de mayo de 2009      | 8 de agosto de 2009     | Sandra Muente & Los Herrera Soto    | Rossana Fernández-Maldonado & Los Martínez | Christian Ysla & Los Villanueva        |
|           | 2         | 11           | 12        | 12        | 22 de agosto de 2009    | 7 de noviembre de 2009  | Anna Carina, Carlos & Gabriela      | Jean Paul Strauss, Katherine & Luis        | Maricielo Effio, Charles & Luis Miguel |
|           | 3         | 8            | 7         | 7         | 14 de noviembre de 2009 | 26 de diciembre de 2009 | Jean Paul Strauss, Katherine & Luis | Anna Carina, Carlos & Gabriela             | Maricielo Effio, Charles & Luis Miguel |

## El desafío
Desde la segunda gala del programa se inició un segmento en el que se presenta un caso social de urgente atención y se invita a una celebridad a participar en un número de baile mediante un desafío, que consiste en que el invitado de turno se presente en el escenario luego de ser preparado por un coreógrafo designado por la producción. Por lo general esta participación sólo contará con pocos días de preparación y los géneros musicales escogidos son aquellos que el famoso desconoce o nunca ha bailado. Lo que se busca es sensibilizar al público para que se haga donaciones de dinero o servicios para ayudar a personas a quienes va el desafío.
| Fecha                    | Invitado(s) | Canto / Baile | Género | Canción | Destinatario de la ayuda |
| ------------------------ | --- | --- | --- | --- | --- |
| 30 de mayo de 2009       | Carlos Galdós y Kimba Fá | Baile | Afroperuana | Sonidos de la ciudad | Leidy Sonco Quispe, una cusqueñita de 9 años que sufre un mal cardiaco, necesita una intervención quirúrgica para poder tener una vida normal. |
| 6 de junio de 2009       | Los Caribeños de Guadalupe y los jugadores de Universitario (Juan Manuel Perillo, Diego Bustamante, Johan Vásquez y Renzo Revoredo) | Canto y Baile | Cumbia peruana | Solo muy solo | Mónica Rojas, una joven de 15 años, requiere una intervención de la cardiopatía congénita; cuyo costo es de aproximadamente 100,000 soles. |
| 13 de junio de 2009      | Tilsa Lozano | Baile | Pole dance | Fever | Daniel Taipe Peña, joven que a los 10 años se cayó del caballo y se golpeó la rodilla, la cual no recibió tratamiento oportuno y con el tiempo esto derivó en un cáncer de hueso por el que le amputaron la pierna. Daniel desea conseguir una prótesis para mejorar su calidad de vida. |
| 20 de junio de 2009      | Teresa Collazos (Personaje de la serie Al fondo hay sitio, interpretado por Magdyel Ugaz) y Tommy Portugal | Baile y Canto | R&B y Cumbia peruana | Lady marmalade / Al fondo hay sitio | Jesús Puma Montoya, niño que sufre de escoliosis severa, lo cual ha deformado su columna vertebral. Su padre, un hombre humilde, desea un tratamiento que rehabilite a su niño. |
| 27 de junio de 2009      | Elenco de la obra teatral Una pulga en la oreja (Gonzalo Torres, Katia Condos, Johanna San Miguel, Salvador del Solar, Diego Bertie, Gian Piero Díaz, Gisela Ponce de León y Víctor Prada)                                                                    | Canto y Baile | Pop | Mamma Mia | Asentamiento Humano "Lomo Corvina", ubicado en Villa el Salvador, desea habilitar un Comedor popular para dar alimentación a más de 500 niños. |
| 4 de julio de 2009       | Juan Manuel Vargas, Johan Fano y "Las hijas de su madre" (Grupo de cumbia femenino) | Baile | Reguetón | Química | La selección infantil de Béisbol, desea recaudar fondos necesarios para viajar a un campeonato en Tokio (Japón) y poder representar a nuestro país. |
| 11 de julio de 2009      | Héroes de Bailando por un Sueño (Carlos Alcántara, Marco Zunino, Mónica Sánchez, Marisol Aguirre, Celine Aguirre, Norka Ramírez, Sergio Galliani, Karina Calmet, Ebelin Ortiz, Percy Olivares, Arnie Hussid, Karla Casos, Pold Gastello, Lucy Bacigalupo)     | En esta ocasión se tenía previsto bailar Salsa, con el tema "Mi Gente"; sin embargo, Marco Antonio Gallego (uno de los héroes) fue asesinado días antes de la presentación final, por lo que decidieron suspender el baile y solo salir a dar palabras de apoyo al comentarista deportivo Micky Rospigliosi, quien era el motivo de la ayuda. | En esta ocasión se tenía previsto bailar Salsa, con el tema "Mi Gente"; sin embargo, Marco Antonio Gallego (uno de los héroes) fue asesinado días antes de la presentación final, por lo que decidieron suspender el baile y solo salir a dar palabras de apoyo al comentarista deportivo Micky Rospigliosi, quien era el motivo de la ayuda. | En esta ocasión se tenía previsto bailar Salsa, con el tema "Mi Gente"; sin embargo, Marco Antonio Gallego (uno de los héroes) fue asesinado días antes de la presentación final, por lo que decidieron suspender el baile y solo salir a dar palabras de apoyo al comentarista deportivo Micky Rospigliosi, quien era el motivo de la ayuda. | Buscar ayuda para financiar los gastos de terapia de Micky Rospigliosi, quien sufre de Cáncer colorrectal terminal. |
| 18 de julio de 2009      | Los conductores del programa de ATV Hola a todos (Katia Condos, Mathias Brivio, Pamela Mármol, Allan Pastor, Rodrigo "Peluchín" González, Gigi Mitre, Jean Carlos Sandoval y Enzo Vitale), los preseleccionados para Latin American Idol y el coro "Angeles". | Canto | Balada | Sueña | La fundación "Cabellos por la Vida" en coordinación con el INEN, donde el desaparecido estilista Marco Antonio Gallegos desarrolló una labor social a favor de la gente que padece cáncer; desea continuar con la labor de este, buscando lograr una donación de 100 pelucas.            |
| 25 de julio de 2009      | Selección femenina Sub-18 de Vóley (Daniela Uribe, Diana Gonzales, Lisette Sosa, Grecia Herrada y Carmen Navarrete) | Baile | Pop | What Time is It? | Asociación "Caritas Felices", busca operar a 60 niños con paladar hendido y labio leporino. |
| 1 de agosto de 2009      | Elenco de la obra teatral Boeing Boeing (Yvonne Frayssinet, Sergio Galliani, Mónica Sánchez, Celine Aguirre, Magdyel Ugaz y César Ritter). | Baile | Tango / Reguetón | Así se baila el tango / El ritmo no perdona | Luz María Osorio, niña que sufre de displacia de cadera, requiere una pronta operación para poder tener una vida normal. |
| 8 de agosto de 2009      | Conductores del programa Amor, amor, amor (Carlos Cacho, Sofía Franco y Janine Leal) | Baile | Disco | Shake Your Body | Milagros y Jorge, dos niños que sufrieron graves quemaduras, necesitan un tratamiento para tener una vida normal. |
| 15 de agosto de 2009     | Hermanos Yaipén | Baile | Pop | Pop | Josebeth, niña que perdió la audición por una Meningitis, necesita unos audífonos especiales para poder oír. |
| 29 de agosto de 2009     | Pepe Vásquez, Augusto Polo Campos, Óscar Avilés y Julie Freundt | Canto | Afroperuana | Mix (Guarangüito / Mis 2 papas) | La cantante Lucila Campos necesita obtener una prótesis, para mejorar su calidad de vida. |
| 5 de septiembre de 2009  | Ganadores de la Primera Temporada de Bailando por un Sueño 2008 (Carlos Alcántara y Carolina Guerra) | Baile / Canto | Mambo / Vals peruano | Mambo all star / Cuando llora mi guitarra | Oscar Arce, quien tiene paladar hendido, estrabismo en ambos ojos y problemas auditivos como consecuencia de una negligencia médica en el momento de su nacimiento, necesita ayuda para mejorar su calidad de vida.                                                                      |
| 12 de septiembre de 2009 | Rodrigo González "Peluchín" | Baile | Hip Hop | I know you want me | Riggel, hija de la recordada bailarina chilena Teresa Espinoza, padece de Hidrocefalia y Espina bífida y necesita de un tratamiento para mejorar su calidad de vida. |
| 19 de septiembre de 2009 | Brenda Carvalho | Baile | Pop | The Time of My Life | Judith García, niña de 8 años, que luego de padecer una Meningitis quedó con parálisis cerebral, necesita ayuda para su tratamiento. |
| 26 de septiembre de 2009 | Protagonistas de la obra teatral Olivia y Eugenio (Yvonne Frayssinet y Diego Elías) | Baile | Cumbia peruana | Mix (Tu hipocresía / La amante) | La organización Olimpiadas Especiales Perú, que promueve la práctica del deporte de las personas de habilidades especiales que tienen el Síndrome de Down, necesita implementos deportivos.                                                                                              |
| 3 de octubre de 2009     | Elenco de la obra teatral ¡A pie descalzos, vamos! (Bruno Odar, Gianfranco Brero, Haydeé Cáceres, Jesús Neyra, Ana María Picasso, Stephie Jacobs y Aracelly Fernández)                                                                                        | Baile | Nueva ola | De toque a toque (Parece que va a llover / Santa Marta / El alacrán / Quiero amanecer) | Jesús Vilma, niña que sufre de Microcefalia y Estrabismo convergente, necesita tratamiento para mejorar su calidad de vida. |
| 10 de octubre de 2009    | Jonathan Maicelo | Baile | Reguetón | Kulipandeo | Rosa Bravo, señora de 30 años y madre de 4 niños que ha perdido la visión de su ojo derecho y tiene una inflamación en el ojo izquierdo que la podría dejar completamente ciega, necesita tratamiento que le permita volver a ver con normalidad.                                        |
| 17 de octubre de 2009    | Los Villacorta | Baile | Nueva ola | Hay que venir al sur | Xiomara, niña de 3 años, necesita audífonos y terapia para recuperarse de la sordera crónica que padece. |
| 24 de octubre de 2009    | Los jugadores del club Sport Boys | Baile | Salsa | Mi gente | Julelly, niña que por una malformación congénita ha perdido la vista y ciertas capacidades motoras, necesita tratamiento para mejorar su calidad de vida. |
| 31 de octubre de 2009    | Judith Bustos "La Tigresa del Oriente" | Baile | Pop latino | Loba | Hilaria Quispe, una madre de familia que padece cáncer y teme dejar en el abandono a sus hijas. |
| 14 de noviembre de 2009  | Brenda Mau | Canto / baile | Salsa / Merecumbé | Mi primera rumba / Merecumbé | Edith, niña de 3 años de edad que sufre de Glaucoma congénito y ya tiene el ojo izquierdo dañado, necesita tratamiento para no quedar ciega completamente. |
| 21 de noviembre de 2009  | Elenco del programa "El santo convento" (Sor Rita, Sor Bete, Jerry, Marce y el Capitán Coyote; interpretados por Patricia Portocarrero, Saskia Bernaola, Michael Finseth, Germán Loero y Armando Machuca, respectivamente)                                    | Canto / Baile | Reguetón | El reggaetón de las féminas | María Vera, mujer que quedó en estado vegetativo luego de sufrir un paro cardiorrespiratorio y que es cuidada por su anciano padre, quien también cría a su pequeña nieta; necesita ayuda para llevar una mejor calidad de vida.                                                         |
| 28 de noviembre de 2009  | Equipo nacional de showball (Julio César Uribe, Alfonso Dulanto, José Luis "El Puma" Carranza, Juan Carlos "El Pato" Cabanillas y Julio "El Coyote" Rivera)                                                                                                   | Canto | Tondero | Esta es mi tierra | Milagros, niña que sufre de Hidrocefalia y tiene problemas psicomotores, necesita ayuda para mejorar su calidad de vida. |
| 5 de diciembre de 2009   | Carlos Álvarez | En esta ocasión presentó un extracto de lo que es su show "Ustedes + ellos = yo", en el teatro Canout, imitando a tres de sus mejores personajes; el general "Edwin Desaire", el jugador "Paolin Lin Lin" y la presidenta chilena "Michelet".                                                                                                 | En esta ocasión presentó un extracto de lo que es su show "Ustedes + ellos = yo", en el teatro Canout, imitando a tres de sus mejores personajes; el general "Edwin Desaire", el jugador "Paolin Lin Lin" y la presidenta chilena "Michelet".                                                                                                 | En esta ocasión presentó un extracto de lo que es su show "Ustedes + ellos = yo", en el teatro Canout, imitando a tres de sus mejores personajes; el general "Edwin Desaire", el jugador "Paolin Lin Lin" y la presidenta chilena "Michelet".                                                                                                 | Briggethy, niña que padece de Agenesia e Hipoplasia de peroné, teniendo una extremidad inferior más grande que la otra; requiere de una operación y tratamiento urgente para no quedar así de por vida.                                                                                  |
| 12 de diciembre de 2009  | Conductores de "Enemigos Cínicos", Beto Tortiz y Aldo Mirachivo (Imitación de los conductores del programa "Enemigos Íntimos", Beto Ortiz y Aldo Miyashiro; caracterizados por Arturo Álvarez y Gino Arévalo, respectivamente)                                | Baile | Pop latino | ¿A quién le importa? | Allison, niña de 3 años de edad que sufre de una malformación anorrectal, necesita de una operación para tener una vida normal. |
| 19 de diciembre de 2009  | Claudia Lucía Donet y miembros del taller Linaje Peruano | Baile | Marinera | Contrapunto de Chalanes | Fabiana Reyes García, niña que necesita un tratamiento neurológico especializado. |
| 26 de noviembre de 2009  | Equipo de producción de El show de los sueños y Tommy Portugal | Canto / baile | Cumbia Peruana | No voy a Trabajar | En esta ocasión no se ayudó a nadie, simplemente se hizo una despedida del programa. |

## Actuaciones especiales
A lo largo de las dos temporadas diversos artistas han pasado por el programa, ofreciendo un musical en vivo y/o participando en las secciones "el trencito" y/o "el bailetón".
| Fecha                    | Grupo / Artista invitado | Género           | Canción |
| ------------------------ | --- | ---------------- | --- |
| 12 de julio de 2009      | Sor Rento, Sor Rita y Sor Bete (Monjas de El Santo Convento, personajes interpretados por Katia Palma, Patricia Portocarrero y Saskia Bernaola, respectivamente.) | Rap              | ¿Quién es tu equipo favorito?                                                                                                 |
| 19 de julio de 2009      | Cristian Rivero | Rap              | Christiancito |
| 26 de julio de 2009      | Cristian Rivero | Rap              | Gise & Magaly |
| 1 de agosto de 2009      | Olga Tañón | Merengue         | Bandolero |
| 15 de agosto de 2009     | Hermanos Yaipén | Cumbia peruana   | Tendría que llorar por ti |
| 22 de agosto de 2009     | Paul Potts | Ópera            | Nessun dorma |
| 29 de agosto de 2009     | Gabriela Spanic | Pop              | Yo no soy de nadie |
| 12 de septiembre de 2009 | Bareto | Cumbia peruana   | Mujer hilandera |
| 12 de septiembre de 2009 | 18 Internas del penal "Santa Mónica" | Disco y Pop      | Mix (Voulez Vous / Mamma Mia)                                                                                                 |
| 3 de octubre de 2009     | Marisol y la Magia del norte | Cumbia peruana   | La escobita |
| 10 de octubre de 2009    | La Charanga Habanera | Timba            | Azúcar |
| 10 de octubre de 2009    | Christian Rivero y el elenco de la obra musical Cabaret (Rossana Fernández Maldonado, Anahí de Cárdenas, Daniela Sarfaty, Tati Alcántara) | Charlestón       | No le digas a mamá |
| 17 de octubre de 2009    | Los Villacorta | Cumbia peruana   | Amor pirata |
| 17 de octubre de 2009    | Pet Shop Boys | Pop              | Love etc / Always on My Mind                                                                                                  |
| 24 de octubre de 2009    | Erick Elera | Cumbia peruana   | Amor |
| 31 de octubre de 2009    | Agua Marina | Cumbia peruana   | Pasitos para bailar |
| 31 de octubre de 2009    | Por los 22 años de vida artística de la conductora Gisela Valcárcel, elenco y participantes de los diferentes programas que tuvo y tiene se presentaron para bailar y cantar un mix de las entradas de sus programas.                                                      | Temas musicales  | Mix ("Aló Gisela" / "Gisela en América" / "Gisela" / "La casa de Gisela" / "Bailando por un sueño" / "El Show de los sueños") |
| 7 de noviembre de 2009   | Juan Diego Flórez | Ópera            | Granada |
| 21 de noviembre de 2009  | Armonía 10 | Cumbia Peruana   | La Ricotona |
| 5 de diciembre de 2009   | Grupo Swing Latino | Salsa colombiana | Oiga, mire, vea a la reina |
| 12 de diciembre de 2009  | Ex-soñadores y soñadores de canto: Luis Manchego, Angelo Herrera, Oscar Centeno, Otoniel Rios, Malena Caro Ruiz, Giovanni Nesterez, Erick Cuadros, Franz Ato, Diana Quispe, Isabel Abensur, Luis Miguel Huarcaya, Luis Enrique Baca, Katherine Mendoza y Gabriela Noriega. | Balada           | El camino hacia tus sueños |
| 19 de diciembre de 2009  | Noel Schajris | Balada           | No veo la hora |

## El otro show
Fue un programa Spin off que transmitía lo que pasaba en los camerinos y detrás de cámaras del reality "El show de los sueños". Su conducción estuvo a cargo de las gemelas Marisol Aguirre y Celine Aguirre con la participación de Percy McKay. El espacio se emitió en la segunda franja vespertina dominical de América entre el 7 de junio y el 27 de diciembre de 2009 desde el mismo estudio del programa sabatino.